# George Egerton

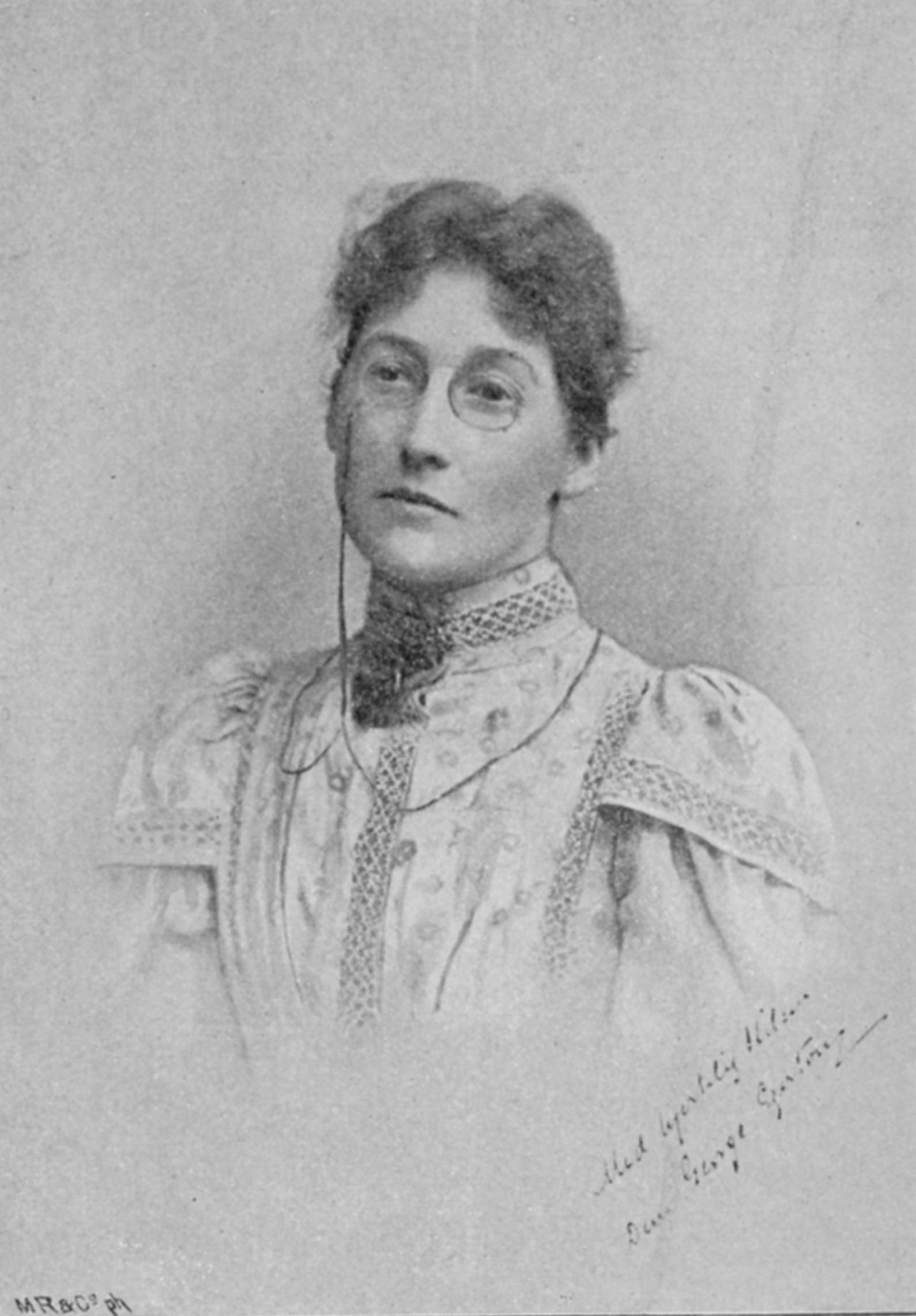
George Egerton, um 1896

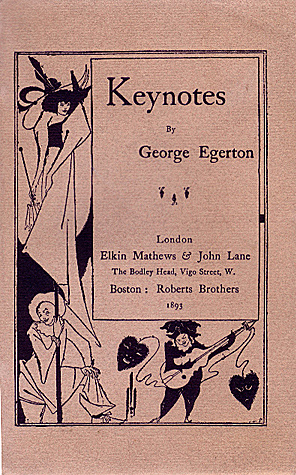
Titelblatt der amerikanischen Ausgabe des Romans Keynotes von George Egerton durch Aubrey Beardsley, 1893

George Egerton, eigentlich Mary Chavelita Dunne Bright (* 14. Dezember 1859 in Emerald, Australien bzw. Auckland, Neuseeland; † 12. August 1945 in London) war eine englischsprachige Schriftstellerin und Feministin.
Von vielen Kritikern als einer der wichtigsten „neuen Frauenautoren“ am Fin de siècle betrachtet, pflegte sie Freundschaften mit George Bernard Shaw, Ellen Terry und J. M. Barrie. Als thematisch und inhaltlich radikale Feministin setzte sie sich für die Selbstbestimmung der Frauen ein, obwohl sie sich ursprünglich nicht als Feministin betrachtete und in erster Linie für Frauen sexuelle Rechte einforderte.

## Leben
George Egerton wurde am 14. Dezember 1859 als Mary Chavelita Dunne in Australien als Tochter einer walisisch-protestantischen Mutter, Isabel George(-Byron), und ihrem irisch-katholischen Vater, Captain John J. Dunne, einem ehemaligen Seeoffizier und Autor eines damals bekannten Angelfachbuchs, geboren. Die frühen Jahre ihrer Kindheit waren geprägt von den Reisen zwischen Australien, Neuseeland und Chile, aber die prägenden Jahre verbrachte sie in Dublin und dessen Umgebung, wodurch sie selbst ihr Leben als „intensiv irisch“ beschrieb. Aufgewachsen als irische Katholikin in einer nicht-bürgerlichen Familien, schulte man sie im Teenageralter für zwei Jahre in Deutschland ein. Dort demonstrierte sie bereits ein Talent für die Künste und Sprachen. Im Laufe der Jahre sollte sie eine Reihe von Sprachen fließend beherrschen, darunter Deutsch, Französisch, Norwegisch, Schwedisch und Russisch. Obwohl sie eine künstlerische Laufbahn anstrebte, erhielt sie eine Ausbildung als Krankenschwester, die sie in Krankenhäusern in London und New York absolvierte.
Als junge Erwachsene emigrierte Egerton in die Vereinigten Staaten. 1886 kehrte sie nach Irland als Reisebegleiterin von Charlotte Whyte Melville und deren Ehemann Henry Higginson, einem Geistlichen und Freund ihres Vaters, zurück. Daraufhin brannte sie mit Reverend Henry Higginson nach Norwegen durch, wo sie sich zwei Jahre lang aufhielt und mit dem schweren Alkoholiker bis zu dessen Tod 1889 in eheähnlichen Verhältnissen zusammenlebte. Dies waren prägende Jahre für sie in Anbetracht ihrer intellektuellen Ausformung und künstlerischen Entwicklung. Während ihres Aufenthaltes in Norwegen beschäftigte sie sich intensiv mit den Werken von Henrik Ibsen, August Strindberg, Ola Hansson, Friedrich Nietzsche und Knut Hamsun.
Ihre kurze Romanze mit Hamsun im Jahr 1890 diente ihr als Inspiration für ihre drei Jahre später erschienene Kurzgeschichte Now Spring Has Come. Als sich abzeichnete, dass Knut Hamsun aller Wahrscheinlichkeit nach den Literaturnobelpreis gewinnen würde, war Egerton die erste Vermittlerin, die Hamsuns Werk der englischsprachigen Leserschaft zugänglich machte, indem sie seine erste Novelle Sult (Hunger) übersetzte.
Ihre spätere Heirat mit dem kanadischen Autor von Novellen, Egerton Tertius Clairmonte, bildete den Anstoß für ihre ersten Versuche, selbst fiktionale Werke zu schreiben – angestachelt aufgrund seiner finanziell schlechten Basis –, und ihr Verlangen, die Langeweile nach der Rückkehr ins ländliche Irland überwinden zu können.
Sie wählte das Pseudonym „George Egerton“ als Tribut sowohl an den Familiennamen ihrer Mutter als auch an Clairmonte. Auf die Frage, wie man ihren Namen korrekt aussprechen würde, betonte sie ihn als edg’er-ton und fügte hinzu, dass sie ihn ihres Wissens so von allen Trägern dieses Namens in England gehört habe.
Egertons erstes Buch mit Kurzgeschichten, Keynotes, das zunächst William Heinemann ablehnte (deutsche Übersetzung erst 1991 als Schlüsselerlebnis, bis heute das einzige ihrer übersetzten Werke auf Deutsch), wurde von John Lane und Elkin Mathews bei Bodley Head 1893 veröffentlicht. Der Umschlagentwurf stammte bezeichnenderweise von Aubrey Beardsley. Dieses Werk war so erfolgreich und gleichzeitig berüchtigt auf beiden Seiten des Atlantiks, dass Egerton bald von allen führenden Tageszeitungen und Magazinen interviewt sowie im Punch als Borgia Smudgiton, Autor der She-Notes, parodiert wurde. Egerton selbst fand sich überrascht, dass der Punch Einzelheiten ihres Erscheinungsbildes wie ihr kurzes Haupthaar und ihre Brillengläser fortan stilbildend als Typ der neuen Frau, einer „männlichen Harpyie“, klischeehaft übersteigerte. In der Hoffnung, diesen Erfolg von Keynotes auszunutzen, gab Bodley Head eine als Keynotes-Serie benannte Reihe von Büchern mit insgesamt 19 Kurzgeschichten und vierzehn Novellen heraus, die unter anderem Titel von Grant Allen und Richard LeGallienne beinhalteten.
Keynotes war gewissermaßen der Höhepunkt ihrer literarischen Karriere. Ein folgendes Kompendium mit Kurzgeschichten, Discords, und dessen späteren Nachfolger mit zwei zusätzlichen Kurzgeschichtensammlungen (Symphonies und Flies in Amber), zwei Novellen (Rosa Amorosa und The Wheel of God), sowie ein Buch über die Parabeln Nietzsches waren im direkten Vergleich regelrechte Fehlschläge.
Ihre spätere Verwirklichung als Dramaturgin, wie mit Camilla States Her Case (1925) und als Übersetzerin von meist französischen Theaterstücken, schuf nur wenige ansprechende erfolgreiche Produktionen. So übersetzte sie u. a. His Wife’s Family von Pierre Loti und Henri Bernsteins The Attack, The Beautiful Adventure und La Rafale.
Egertons Werk hatte, wie auch immer, die akademische Debatte in den folgenden Jahren stimuliert. Ihre Reputation stieg langsam, aber stetig an, was sich noch verstärkte, als in den 1970er und späten 1980er Jahren Neuauflagen ihrer Werke veröffentlicht wurden. In ihrer feministischen Literaturgeschichte A Literature of Their Own war Elaine Showalter eine der ersten, die Egertons Verdienste für die englische Literatur anerkannten. Egerton erfand ihren Worten zufolge eine neue literarische Form für das feminine Unterbewusstsein („invent a new literary form for the feminine unconscious“).
Egerton wurde in jüngster Zeit oft aus der Begrifflichkeit heraus interpretiert, wie sie selbst zur britischen New Woman-Bewegung in der Literatur stand. Ihre eigenen stilistischen Entwicklungen, meist als proto-modern von Literaturwissenschaftlern bezeichnet, und ihre oft radikal und feministisch besetzte Themenwahl führte dazu, dass man sie sowohl in den USA als auch im Vereinigten Königreich akademisch untersuchte. Egertons Versuche mit Form und Inhalt antizipierten dabei die modernen Entwicklungen von Autoren wie James Joyce oder D. H. Lawrence. So wurde Egertons The Wheel of God oft als regelrechte Vorlage Joyce’ A Portrait of the Artist as a Young Man verstanden.
Thomas Hardy gab den Einfluss Egertons auf sein eigenes Werk unumwunden zu. Insbesondere bei der Anlage seines eigenen New Woman-Charakters, Sue Bridehead, in Jude the Obscure, habe Egerton Vorbild gestanden. Ebenso bemerkenswert würdigte Holbrook Jackson Egerton, da sie die erste gewesen sei, die Nietzsche 1893 mit Keynotes in der englischen Literatur erwähnt habe – und dies drei Jahre, bevor Nietzsches Werke überhaupt auf Englisch übersetzt wurden.
1895 – nach anderen Angaben 1901 – ließ sie sich von Egerton Clairmont scheiden und heiratete 1901 den Theateragenten Reginald Golding Bright. Ihr einziger Sohn aus der Ehe mit Clairmont, George Egerton Clairmonte (* 1895), sollte in Cambridge angenommen werden, fiel jedoch bereits 1915 im Ersten Weltkrieg. Mitte der 1920er Jahre arbeitete sie selbst als Theateragentin für Shaw und William Somerset Maugham.
Nachdem George Egerton aus dem literarischen Rampenlicht zurückgetreten war, verweigerte sie jedes weitere Interview und lebte zurückgezogen in London, wo sie vier Jahre nach ihrem zweiten Ehemann Golding Bright am 12. August 1945 starb.
Neben den bereits erwähnten literarischen Persönlichkeiten pflegte sie auch einen Schriftwechsel mit Herbert Beerbohm Tree, Oscar Wilde und William Butler Yeats.
Ihr Cousin Terence de Vere White sammelte ihre Briefe und veröffentlichte sie zusammen mit seinen Erinnerungen an sie 1958 als A Leaf from the Yellow Book.

## Werke
- Now Spring Has Come. 1893.
- Keynotes. Bodley Head 1893.

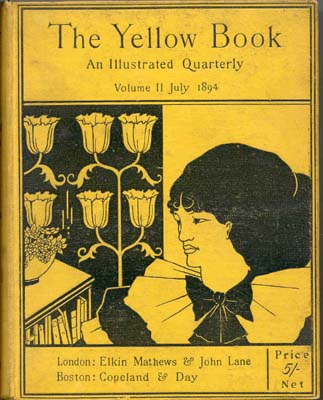
Umschlag von Yellow Book. Vol. 1, Aubrey Beardsley, 1894

- Keynotes and Discords. Ed. Martha Vicinus. London: Virago, 1895.
- The Yellow Book. Volume I. 1894.
- The Yellow Book. Volume V. 1895.
- Symphonies. London and New York: John Lane/The Bodley Head, 1897.
- The Wheel of God. New York: The Knickerbocker Press, 1898.
- Rosa Amorosa: the Love Letters of a Woman. London: Grant Richards 1901.
- Flies in Amber. London: Grant Richards 1905
- Terence De Vere White: A Leaf from the Yellow Book. London: The Richards Press, 1958.

In Anthologien
- Joan Smith (Hrsg.): Femmes de Siecles, stories from the 90s, women writing at the end of two centuries. London: Chatto & Windus 1992, inkl. George Egerton A Nocturne.
- Virgin Soil. In: Janet Madden-Simpson: Woman’s Part ...short fiction by and about Irish women 1890–1960. Dublin 1984.

Dramen
- His Wife's Family. 1908.
- The Backsliders. 1910.
- Camilla states Her Case. 1925.

In deutscher Übersetzung
- Schlüsselerlebnis. Erzählungen. Aus dem Englischen übertragen von Ingrid von Rosenberg, in Zusammenarbeit mit Studentinnen der Universität Duisburg. Ullstein, Frankfurt am Main 1991, ISBN 3-548-30254-8.